# Fig Tree
Fig Tree är en parishhuvudort i Saint Kitts och Nevis.   Den ligger i parishen Saint John Figtree, i den sydöstra delen av landet, 24 km sydost om huvudstaden Basseterre. Fig Tree ligger 108 meter över havet och antalet invånare är 2 922. Den ligger på ön Nevis.